# In su cuile 'e s'anima
In su cuile 'e s'anima è un album del cantante sardo Piero Marras, pubblicato dall'etichetta discografica Pull nel 2001.

## Tracce
1. Sà oghe 'e Maria (in duetto con Dionne Warwick)
2. Anghelos
3. Trumas
4. Istrales
5. Suerzu
6. Rizolu
7. Armidda
8. S'anzoneddu
9. Fiza mè!
10. A sa libra

nel brano Istrales hanno suonato:
Giampaolo Conchedda   batteria,
Paolo Cocco               basso,
Antonello Corraduzza      chitarra,
Piero Marras          tastiera, voce a tenore, percussioni elettroniche. 